# Neufmoulin
Neufmoulin és un municipi francès situat al departament del Somme i a la regió dels Alts de França. L'any 2007 tenia 351 habitants.

## Demografia

### Població
El 2007 la població de fet de Neufmoulin era de 351 persones. Hi havia 140 famílies de les quals 24 eren unipersonals (12 homes vivint sols i 12 dones vivint soles), 52 parelles sense fills, 60 parelles amb fills i 4 famílies monoparentals amb fills.
La població ha evolucionat segons el següent gràfic:
Habitants censats

### Habitatges
El 2007 hi havia 157 habitatges, 140 eren l'habitatge principal de la família, 7 eren segones residències i 10 estaven desocupats. 152 eren cases i 3 eren apartaments. Dels 140 habitatges principals, 125 estaven ocupats pels seus propietaris, 12 estaven llogats i ocupats pels llogaters i 3 estaven cedits a títol gratuït; 4 tenien dues cambres, 14 en tenien tres, 35 en tenien quatre i 87 en tenien cinc o més. 110 habitatges disposaven pel capbaix d'una plaça de pàrquing. A 44 habitatges hi havia un automòbil i a 79 n'hi havia dos o més.

### Piràmide de població
La piràmide de població per edats i sexe el 2009 era:
| Homes | Edats   | Dones |
| ----- | ------- | ----- |
| 0     | 95 o +  | 0     |
| 0     | 90 a 94 | 0     |
| 4     | 85 a 89 | 4     |
| 0     | 80 a 84 | 4     |
| 0     | 75 a 79 | 12    |
| 0     | 70 a 74 | 0     |
| 8     | 65 a 69 | 0     |
| 12    | 60 a 64 | 12    |
| 16    | 55 a 59 | 8     |
| 16    | 50 a 54 | 28    |
| 32    | 45 a 49 | 16    |
| 12    | 40 a 44 | 8     |
| 8     | 35 a 39 | 16    |
| 4     | 30 a 34 | 12    |
| 12    | 25 a 29 | 4     |
| 8     | 20 a 24 | 4     |
| 24    | 15 a 19 | 12    |
| 12    | 10 a 14 | 12    |
| 4     | 5 a 9   | 12    |
| 0     | 0 a 4   | 8     |

## Economia
El 2007 la població en edat de treballar era de 248 persones, 170 eren actives i 78 eren inactives. De les 170 persones actives 153 estaven ocupades (81 homes i 72 dones) i 17 estaven aturades (8 homes i 9 dones). De les 78 persones inactives 43 estaven jubilades, 15 estaven estudiant i 20 estaven classificades com a «altres inactius».

### Ingressos
El 2009 a Neufmoulin hi havia 143 unitats fiscals que integraven 378 persones, la mediana anual d'ingressos fiscals per persona era de 17.650 €.

### Activitats econòmiques
Dels 4 establiments que hi havia el 2007, 1 era d'una empresa alimentària, 2 d'empreses de construcció i 1 d'una empresa de comerç i reparació d'automòbils.
Dels 2 establiments de servei als particulars que hi havia el 2009, 1 era un paleta i 1 lampisteria.
L'any 2000 a Neufmoulin hi havia 9 explotacions agrícoles que ocupaven un total de 390 hectàrees.

## Equipaments sanitaris i escolars
El 2009 hi havia una escola elemental integrada dins d'un grup escolar amb les comunes properes formant una escola dispersa.

## Poblacions més properes
El següent diagrama mostra les poblacions més properes.